# Jüdischer Krieg

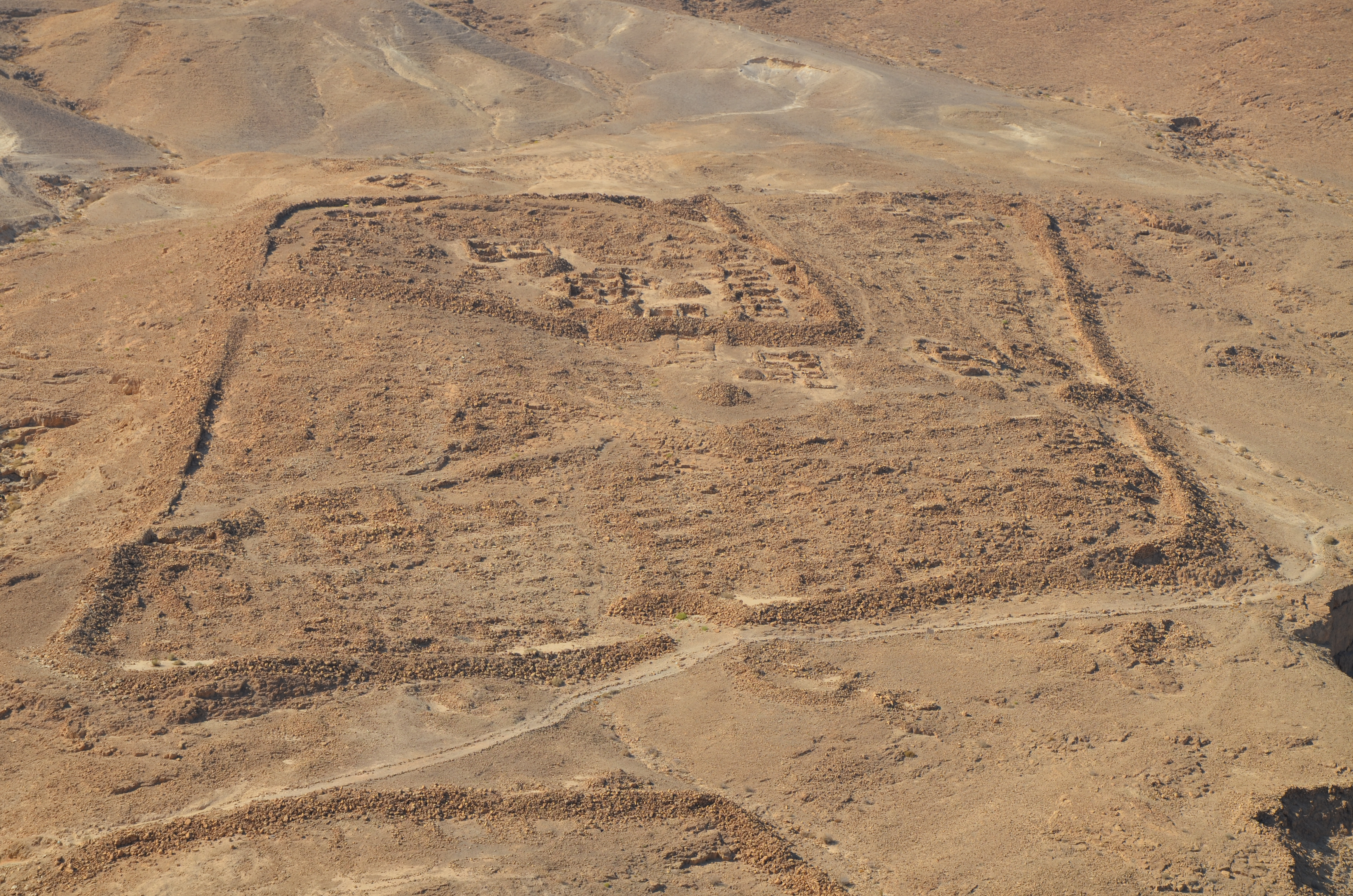
Römisches Lager F bei Masada

Der große Jüdische Krieg gegen die Römer begann im Jahr 66 n. Chr. in Judäa, ausgelöst durch staatliche und religiöse Unterdrückung, und wurde im Jahr 70 mit der Eroberung Jerusalems und der Zerstörung des Jerusalemer Tempels entschieden. Endgültig konnte der Krieg erst im Jahr 73/74 mit dem Fall von Masada beendet werden. Es war der erste der drei großen jüdischen Aufstände gegen die Römer im 1. und 2. Jahrhundert. Der zweite war der Diasporaaufstand um 116, der dritte der Bar-Kochba-Aufstand 132–135.
Das Werk Jüdischer Krieg von Flavius Josephus, der als Angehöriger des Jerusalemer Priesteradels, jüdischer Militärführer in Galiläa und Freigelassener Vespasians selbst in das Geschehen involviert war, ist die wichtigste Quelle.

## Judäa unter römischer Verwaltung

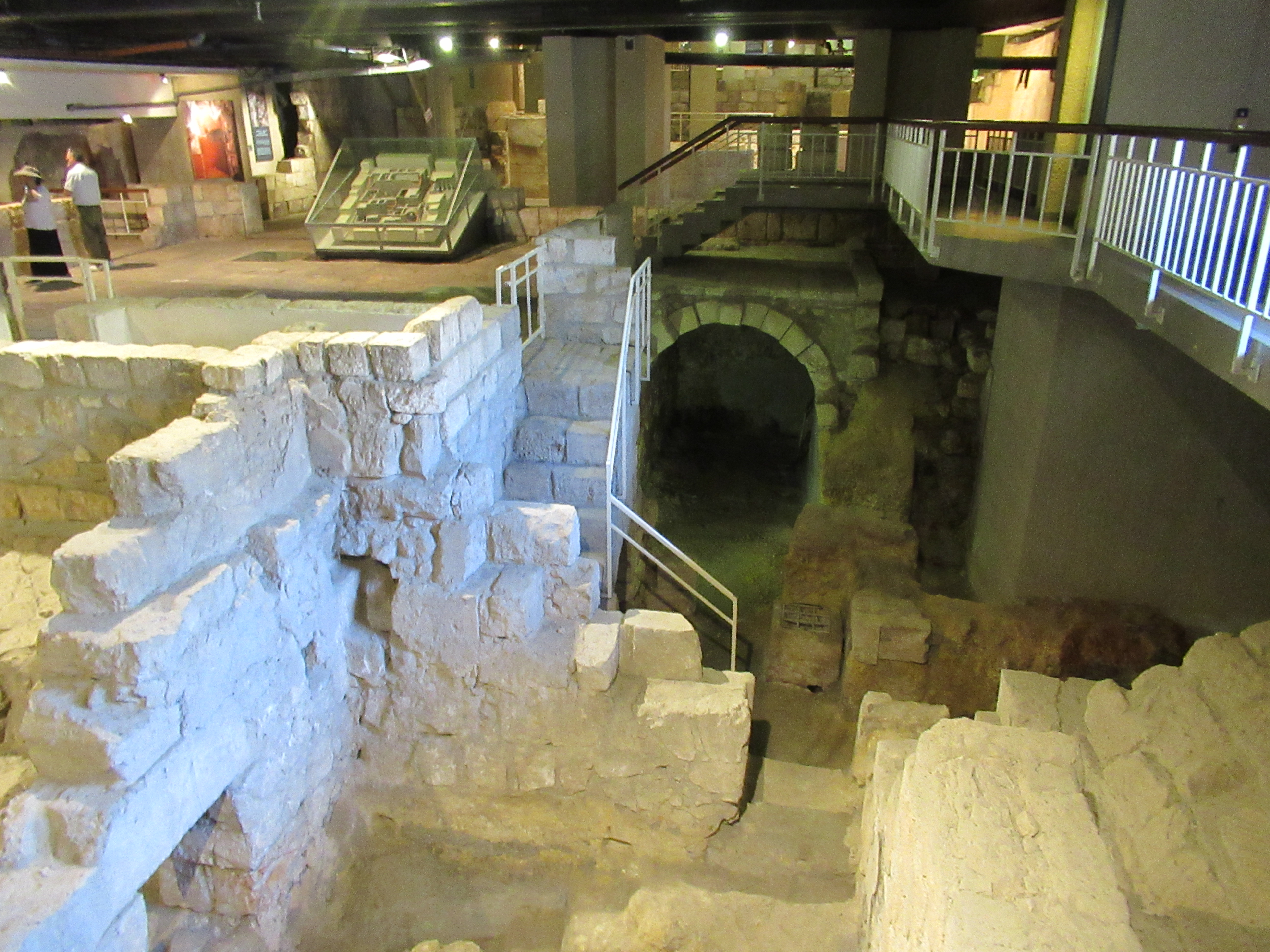
Villen der Jerusalemer Priesteraristokratie im Herodianischen Quartier

Seit dem Jahr 6 n. Chr. war Judäa der Provinz Syria angegliedert und wurde von ritterlichen Präfekten (bzw. seit Claudius: Prokuratoren) als einer Art Unterstatthalter verwaltet. Zwar stand der Präfekt erst am Anfang seiner Ämterlaufbahn und war dem Statthalter von Syria, der als Konsular (gewesener Konsul) dieselbe schon absolviert hatte, untergeordnet; doch der Statthalter residierte weit entfernt in Antiochia am Orontes. Das gab dem Präfekten relativ viel Eigenverantwortung. Er hatte seinen Amtssitz in Caesarea Maritima. Ihm unterstand die Verwaltung, er übte die oberste juristische Gewalt aus und war Befehlshaber der in der Provinz stationierten Auxiliartruppen; eine ständige Legion hatte er nicht zur Verfügung. Die jüdischen Einwohner der Provinz waren vom Militärdienst befreit. Die Garnisonen befanden sich in Caesarea, Jerusalem, Samaria/Sebaste, Kypros (bei Jericho), Machaerus, in der Jesreel-Ebene und in Askalon. Steuern und Zölle wurden von Steuerpächtern eingezogen, eine weitere römische Einnahmequelle waren die Erträge der Königsgüter, vor allem der Balsamplantagen bei Jericho und En Gedi. Die einheimische Elite (die Tempelaristokratie mit dem Hohenpriester an der Spitze) genoss eine begrenzte innere Autonomie, und da ihre Privilegien und wirtschaftlichen Interessen gewahrt blieben, stand sie dem römischen Staat positiv gegenüber.
Laut Flavius Josephus entstand die zelotische Bewegung etwa gleichzeitig mit der Umwandlung Judäas in eine römische Provinz. Josephus bezeichnete diese jüdischen Widerstandskämpfer meist als λησταί lēstai (lateinisch latrones, hebräisch listim hebräisch ליסטים) „Räuber, Banditen“. Er machte sich damit die römische Perspektive zu eigen, die nicht zwischen Kriminalität und politischem Widerstand unterschied. Die Eigenbezeichnung dieser Kämpfer war dagegen zēlōtai (hebräisch qana’im) „Eiferer“. Ihr Freiheitsbegriff war begründet in ihrem Glauben an die Königsherrschaft des Gottes JHWH, und die Konsequenz daraus war die Ablehnung des römischen Steuersystems.
Im Jahr 26 kam es zu schweren Unruhen, als Pontius Pilatus seinen Truppen befahl, ihre Feldzeichen nach Jerusalem hineinzubringen. Darauf war unter anderem der Kaiser abgebildet. Als Verstoß gegen das Bilderverbot war das Zeigen der Kaiserbilder für die jüdische Bevölkerung anstößig. Josephus schreibt auch, dass Pilatus die Feldzeichen bei Nacht in die Stadt bringen ließ: Er war sich des Problems bewusst und versuchte, „das für Rom Notwendige mit dem für Juden zu Vermeidenden zu verbinden.“ Als er merkte, dass diese Lösung nicht akzeptabel war und es massiven Widerstand geben würde, befahl er, die Feldzeichen nach Caesarea zurückzubringen.
Als Caligula den Befehl erließ, seine Statue im Jerusalemer Tempel aufzustellen (Kaiserkult), gelang es dem syrischen Statthalter Publius Petronius, dies durch eine Hinhaltetaktik hinauszuzögern. Die Ermordung Caligulas im Januar 41 verhinderte die Umsetzung des kaiserlichen Plans, der wahrscheinlich schon zu diesem Zeitpunkt Anlass für einen Krieg gewesen wäre.
Ein meist positiv bewertetes Intermezzo war die Herrschaft Agrippas I., der in den Jahren 41 bis 44 als römischer Klientelkönig über das Territorium herrschte, das einst das Reich seines Großvaters Herodes gewesen war. Er förderte innenpolitisch eine traditionelle jüdische Frömmigkeit, wodurch auch das nationale Element gestärkt wurde. Außerhalb seines Reichs trat er als Förderer der griechischen Kultur auf. Nach Agrippas plötzlichem Tod 44 kam der größte Teil Palästinas wieder unter direkte römische Verwaltung. Unter den ersten Prokuratoren der Provinz Cuspius Fadus (44–46) und Tiberius Iulius Alexander (46–48) blieb es weitgehend ruhig, was Josephus mit der römischen Achtung vor den jüdischen Gebräuchen erklärt.
Mit dem Amtsantritt von Ventidius Cumanus (48–52) begannen erneut Unruhen in der Provinz Judaea. Um 48 – anderen Quellen zufolge schon 45 – versammelte ein gewisser Thaddäus eine große Menschenmenge am Jordan und kündigte an, er könne wie ein zweiter Mose das Wasser teilen. Die Apostelgeschichte im Neuen Testament berichtet, dass er vierhundert Anhänger hatte und erschlagen wurde (Apg 5,36 ). Der schwerste Zwischenfall war die Ermordung eines jüdischen Jerusalempilgers durch Samaritaner. Da Cumanus untätig blieb, überfielen zelotische Gruppen Dörfer der Samaritaner und ermordeten die Einwohner. Diese Revolte konnte Cumanus zwar relativ schnell niederschlagen, aber zelotische Gruppen hatten nun im ganzen Land Zulauf und wurden recht wenig bei ihren Aktionen gehindert. Prekär wurde die Lage zwischen den Römern und Judäern auch durch das provokante Verhalten der Römer gegenüber den Judäern während der religiösen Feiertage, wie beispielsweise dem Fest der ungesäuerten Brote.
Unter dem Prokurator Marcus Antonius Felix (52–60) geriet die Provinz immer mehr außer Kontrolle. Zwar gelang es, den Zelotenführer El‘azar ben Dinai gefangen zu nehmen und nach Rom zu schicken, aber die Zeloten änderten ihre Taktik: Sie verlegten ihre Aktivitäten in die Städte und besonders nach Jerusalem. Hier ermordeten sie ihre Opfer mit kurzen Dolchen, die sie in der Kleidung verborgen mit sich führten, und tauchten dann in der Menschenmenge unter. Im Auftrag des Prokurators ermordeten diese sogenannten Sikarier den Hohenpriester Jonatan. Felix scheute also nicht davor zurück, sich dieser terroristischen Gruppe für seine Zwecke zu bedienen. Die Familien der Priesteraristokratie legten sich zu ihrem Schutz private Milizen zu, die sich gegenseitig bekämpften. Während die Verhältnisse immer chaotischer wurden, traten enthusiastische Propheten und Wundertäter auf; der bekannteste war der sogenannte „Ägypter“, der auch im Neuen Testament erwähnt wird (Apg 21,38 ). Der Prokurator Porcius Festus (60–62) war nur kurz im Amt. Es wurde jetzt deutlich, dass es tiefe Gegensätze zwischen dem Priesteradel und der Königsfamilie der Herodianer gab. Letztere standen auf Seiten der Römer, was während des Krieges Angehörige der Priesteraristokratie animierte, ins Lager der Zeloten zu wechseln.
Schließlich trat Lucceius Albinus als Prokurator (62–64) zurück und ließ die Zeloten gewähren. Ihn und seinen Nachfolger als Prokurator Gessius Florus beschreibt (64–66) Josephus als korrupte, ausbeuterische Tyrannen, die „die öffentliche Kasse bestahl[en], viele Privatleute ihres Vermögens beraubte[n] und das ganze Volk mit Abgaben belastete[n].“

## Kriegsverlauf

### Kontrolle über Jerusalem

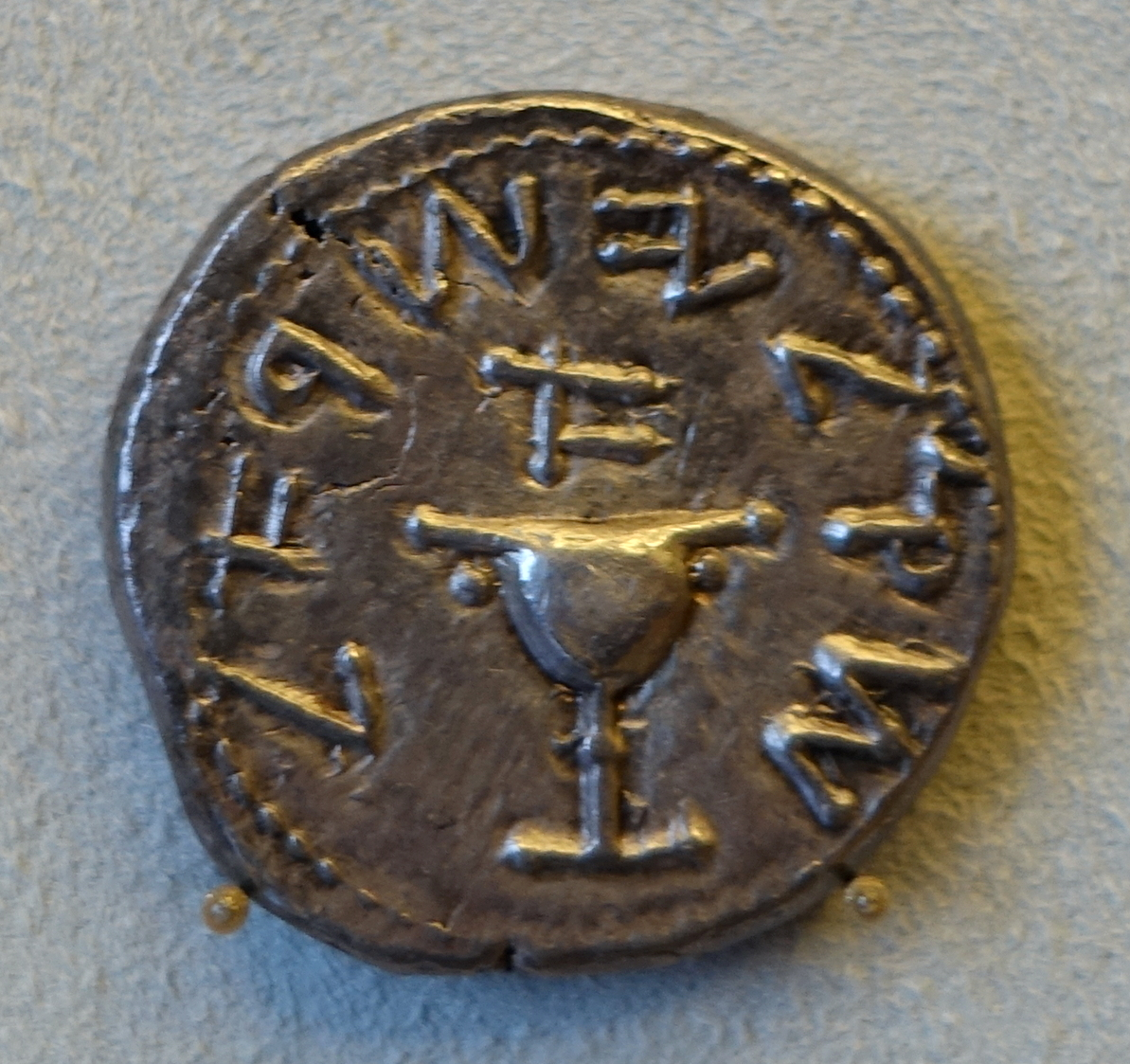
Silberner Schekel. Die Umschrift in Althebräischer Schrift beginnt rechts unten: שקל ישראל „Schekel Israels“. Über dem Kelch die Datierung: der Buchstabe א Alef, als Zahl gelesen: (Jahr) 1 (Bode-Museum)

Aufgrund des politischen Chaos wurde auch die wirtschaftliche Situation immer prekärer. Wahrscheinlich um das ständig sinkende Steueraufkommen auszugleichen, ließ der Prokurator Gessius Florus im April/Mai 66 den Tempelschatz plündern. Werner Eck vermutet, dass das Geld ein Beitrag Judäas zum Wiederaufbau Roms nach dem Brand von 64 sein sollte. Ein offener Volksaufstand war die Folge. Florus begab sich nach Caesarea. Er machte die jüdische Elite für die Wiederherstellung von Ruhe und Ordnung in Jerusalem verantwortlich und ließ zu ihrer Unterstützung eine Kohorte zurück. Der offizielle Bruch mit Rom war dann die Anordnung des Tempelhauptmanns El‘azar, das Opfer für den Kaiser einzustellen. Die Jerusalemer „Friedenspartei“ um den Hohenpriester Hananias ben Nedebaios bat Agrippa II. um militärische Unterstützung. Er schickte 3000 Reiter, die vorübergehend die Jerusalemer Oberstadt sicherten. Doch sie mussten sich nach schweren Kämpfen gemeinsam mit der römischen Kohorte in den festungsartigen Herodespalast zurückziehen; dort wurden sie von den Zeloten belagert. Unterdessen hatte eine Gruppe von Zeloten unter Führung des Menahem die Festung Masada handstreichartig eingenommen. Menahem zog daraufhin mit seinem Gefolge wie ein König in Jerusalem ein. Er übernahm das Kommando bei der Belagerung des Herodespalastes. Die Truppen Agrippas ergaben sich und durften abziehen, die römischen Soldaten, denen man freies Geleit versprochen hatte, wurden dagegen ermordet. Mit dem Hohenpriester Hananias ermordeten die Leute Menahems auch den Anführer der Friedenspartei. Der Tempelhauptmann El‘azar war aber mit dem Hohenpriester verwandt und sann auf Rache. Als Menahem den Tempel besuchte, geriet er in einen Hinterhalt von El‘azars Leuten und wurde ermordet. Ein Teil seiner Anhänger kämpfte sich bis nach Masada durch und hielt die Festung bis zum Ende des Krieges, ohne aber auf den Gesamtverlauf des Krieges noch Einfluss zu nehmen.

### Organisation des Widerstands gegen Rom
Der Statthalter von Syrien, Gaius Cestius Gallus, unternahm im September/Oktober 66 einen Versuch, den Aufstand mit Hilfe der Legio XII Fulminata niederzuschlagen. Diese Legion wurde verstärkt von einem Detachement einer weiteren Legion (2000 Mann), sechs Kohorten, zwei Reiterverbänden, Hilfstruppen und Kontingenten von Klientelkönigen. Dieses Heer erschien vor Jerusalem, steckte die nördliche, unbefestigte Vorstadt in Brand, versuchte erfolglos, den Tempelberg zu stürmen, und zog wieder ab. Gallus geriet auf dem Rückweg bei Bet Horon, etwa 20 Kilometer nordwestlich von Jerusalem, in einen Hinterhalt der Zeloten um Schimon bar Giora und konnte sich und den Kern seiner Truppen nur dadurch retten, dass er viel Kriegsmaterial zurückließ. Wichtiger als der militärische Erfolg war dessen symbolische Bedeutung für die Zelotenpartei. Von nun an wurde in Jerusalem der Krieg gegen Rom geplant, zunächst unter Führung der Eliten, so weit sie sich dem Aufstand angeschlossen hatten. Für alle Toparchien (Bezirke) der Provinz wurden Kommandanten ernannt, die den Widerstand organisieren sollten. Einer dieser Militärführer war Flavius Josephus, der nach Galiläa entsandt wurde. Als Mitglied der Priesteraristokratie hatte er sich hier mit dem radikalen Zeloten Johannes von Gischala auseinanderzusetzen, der ihm misstraute und ihn in Verdacht hatte, einen Verhandlungsfrieden mit den Römern anzustreben.

### Galiläischer Kriegsschauplatz

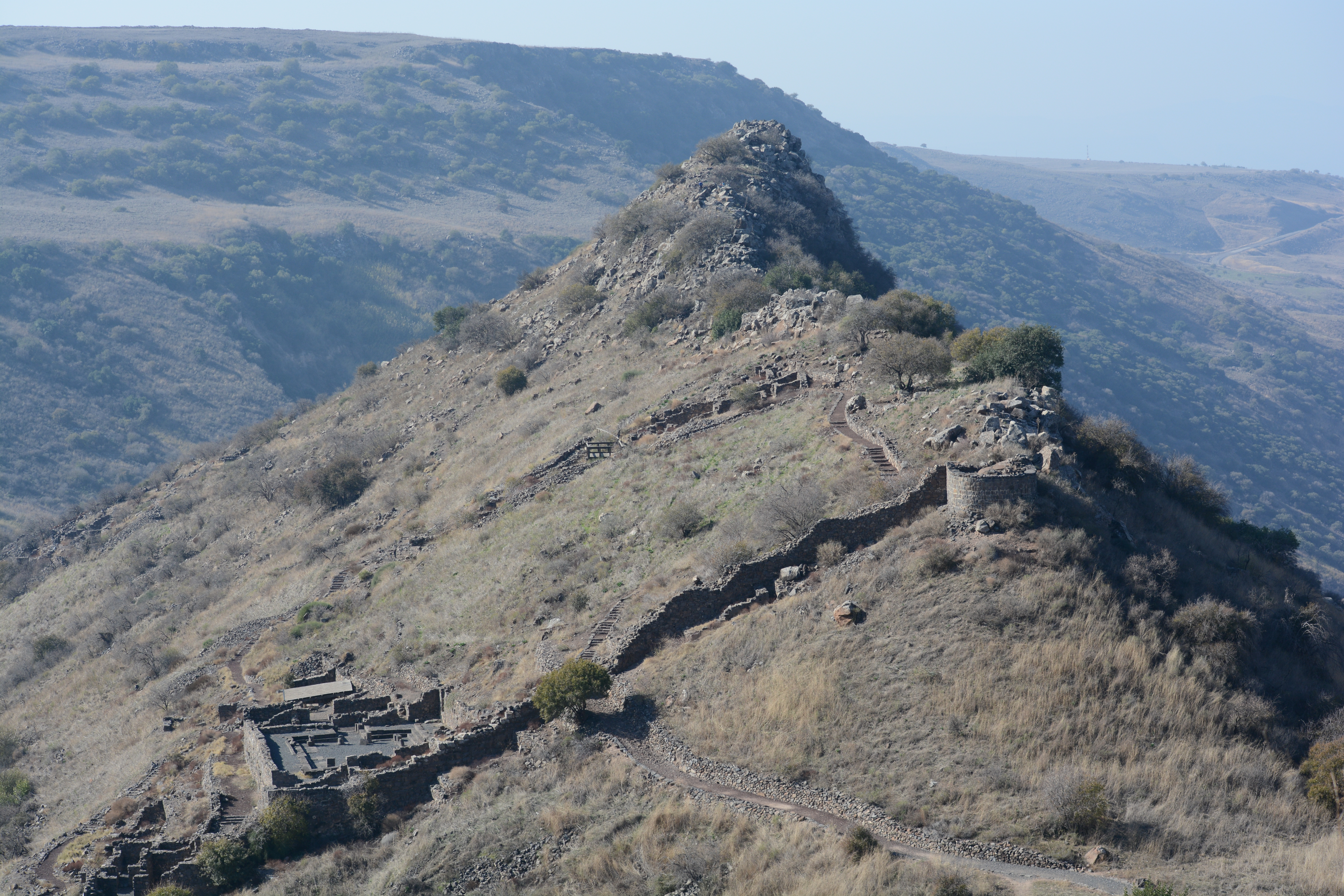
Gamla, im Vordergrund die von den Zeloten gebaute provisorische Mauer mit Rundturm

Kaiser Nero beauftragte seinen Feldherrn Titus Flavius Vespasianus (Vespasian) mit der Niederschlagung des Aufstands in Judäa. Im Frühjahr 67 näherte sich Vespasian mit der Legio V Macedonica und der Legio X Fretensis von Norden her dem Aufstandsgebiet. Titus, sein Sohn, führte die Legio XV Apollinaris aus Ägypten heran. Als diese im Hafen von Ptolemais eingetroffen war, begann der Feldzug in Galiläa. Auf römischer Seite kämpften etwa 60.000 Soldaten: drei Legionen, 23 Kohorten, 6 Reiterabteilungen sowie Hilfstruppen befreundeter Könige. Sepphoris erbat eine römische Besatzung, so dass Vespasian kampflos eine vorteilhafte Position in Galiläa besetzen konnte.
Den Kampf zwischen den römischen Legionen und den jüdischen Rebellen charakterisiert der Theologe Helmut Schwier als mühseligen Eroberungsfeldzug. Die Judäer vermieden, in dem Wissen den Römern in offenem Felde unterlegen zu sein, die direkte Konfrontation und verschanzten sich in ihren Bergfestungen wie Gamla, Tiberias und Tarichea. Vespasian war gezwungen jede Festung einzeln zu belagern und einzunehmen. Josephus beschreibt die Brutalität des Eroberungskrieges, der sich mangels direkter Auseinandersetzung der verfeindeten Kräfte stark gegen die Landbevölkerung richtete: „Im Zorn [...] verwüsteten die Römer unablässig bei Tag wie bei Nacht die Felder, raubten den Landbewohnern ihren Besitz, machten die Kampffähigen nieder und versklavten die Schwächeren. Ganz Galiläa war von Mord und Brand erfüllt, keine Plage und keine Not gab es, die nicht über das Land gekommen wäre; die einzigen Zufluchtsorte für die Verfolgten waren die von Josephus befestigten Städte.“
Josephus als Militärführer der Rebellen wollte der römischen Armee nahe Garis (bei Sepphoris) entgegentreten, aber angesichts der römischen Übermacht flohen seine Kämpfer. Er zog sich deshalb in die Bergfestung Jotapata zurück, die eine Festung des jüdischen Widerstands gegen die römischen Legionen und Sammelpunkt der meisten Geflohenen und Geflüchteten war. Um den zeitaufwendigen Eroberungsfeldzug abzukürzen, belagerte Vespasian im Juni und Juli 67 die Festung mit allen seinen Truppen und besiegt die von Josephus geführten Verteidiger. Josephus wechselte ins römische Lager und wurde zum Chronisten des Krieges. Die Eroberung von Jotapata durch die Römer bezeichnet der Historiker Klaus Bringmann als Wendepunkt des Krieges.
Nach dem Fall von Jotapata übertrug Vespasian das direkte Kommando zur Eroberung der verbliebenen Festungen seinen Legaten. Tiberias ergab sich kampflos. Tarichaea am See Genezareth wurde erobert, woraufhin die Zeloten und ihre Familien mit allen verfügbaren Booten auf den See flohen. Vespasian ließ daraufhin zahlreiche Flöße bauen, auf denen sich seine Soldaten an die Verfolgung machten. Die jüdischen Boote konnten nirgendwo landen, da die Römer das ganze Ufer besetzt hielten. Den Legionären auf ihren Flößen waren sie auch nicht gewachsen: „die kleinen, nach Piratenart leicht gebauten Kähne erwiesen sich als viel zu schwach.“ Niemand, so Josephus, sei dem folgenden Gemetzel schwimmend entkommen, am Seeufer hätten danach viele verwesende Leichen und Schiffstrümmer gelegen.
Die Stadt Gamla lag auf einem steilen Felssporn innerhalb einer Schlucht. Sie war in Friedenszeiten unbefestigt und wurde angesichts der anrückenden Legionen eilig mit einer Mauer gesichert. Die steil zur Schlucht hin abfallenden Hänge waren zwar ein Hindernis für die Angreifer, aber ersparten es den Legionären auch, einen Belagerungswall aufzuführen: ein Entkommen aus Gamla schien kaum möglich. Die Masse an aufgefundenen Pfeilspitzen und Ballistasteinen zeigt, dass Gamla nicht belagert, sondern unter heftigen Beschuss genommen wurde. An der schwächsten Stelle der provisorischen Stadtmauer brachen die Angreifer durch. Josephus zufolge begingen die etwa 9000 Verteidiger kollektiven Selbstmord, indem sie sich in die Schlucht stürzten. Kenneth Atkinson hält es zwar für wahrscheinlich, dass einige Verteidiger sich angesichts der eindringenden Legionäre vom Gipfel in die Tiefe stürzten, eine größere Zahl von Menschen hätte aber nicht auf diese Weise Selbstmord begehen können. Auch bei mehreren archäologischen Kampagnen wurde nur ein menschlicher Knochen gefunden. Indirekt deutet Josephus einen anderen Ausgang der Kämpfe an, wenn er schreibt, dass viele Verteidiger den Steilhang hinunterkletterten und entkamen, was die Römer nicht für möglich gehalten hatten. Auch durch Tunnel seien sie geflohen (solche gibt es in Gamla nicht, wohl aber in Jotapata).
Schließlich ergab sich auch Gischala den Römern, wobei aber der Zelotenführer Johannes von Gischala mit seiner Gefolgschaft nach Jerusalem entkam. Am Jahresende war ganz Galiläa unter römischer Kontrolle. Seth Schwartz sieht in dem Manöver des Johannes einen fatalen Trend: die von Herodes prächtig ausgebaute Stadt hatte so viel Prestige, dass jeder, der gegen die Römer kämpfen wollte, sich nach Jerusalem aufmachte. Dies zeige die militärische und politische Schwäche der Rebellen in ihren Herkunftsgebieten. Zwar strömten in Jerusalem Tausende von Militanten zusammen, aber der größte Teil der Provinz fiel den Römern relativ leicht zu.

### Kampf um Jerusalem

#### Bürgerkrieg in der Stadt
Während Vespasian 67/68 weitere Teile des Landes eroberte, war in Jerusalem ein Bürgerkrieg ausgebrochen. Johannes von Gischala hatte nach seiner Ankunft dort die Macht ergriffen. Seine Fraktion entmachtete den Priesteradel und versuchte das Hohepriesteramt zu erneuern. Als neuer Hohepriester wurde ein schlichter Priester vom Lande namens Phanni (Pinchas) durch das Los bestimmt. Die gemäßigten Politiker scheiterten bei ihrem Versuch, Johannes von Gischala zu entmachten; viele bezahlten dies mit dem Leben. Johannes von Gischala war zum Alleinherrscher geworden.
Im Verlauf des Jahres 68 kreiste Vespasian Judäa und dessen Mittelpunkt Jerusalem mehr und mehr ein. Auf die Nachricht von Neros Tod hin stellte er aber vom Juni 68 bis Mai/Juni 69 die militärischen Operationen vorübergehend ein. Die Zeit der Waffenruhe wurde auf Seiten der Rebellen für interne Kämpfe genutzt: Schimon bar Giora hatte zunächst auf dem Lande, in Idumäa, gekämpft. Er wurde von Kleinbauern und befreiten Sklaven unterstützt. In der Hoffnung, dass er den Johannes von Gischala entmachten könnte, ließen ihn die Jerusalemer in die Stadt ein. Aber dadurch entstand eine Pattsituation: die Partei des Johannes kontrollierte den Tempelberg, die Partei Schimons die Oberstadt. Im Mai/Juni 69 griff Vespasian wieder ins Geschehen ein und eroberte den Rest der Provinz bis auf Jerusalem und drei Festungen: Masada, Machärus und Herodion. Am 1. Juli 69 riefen die ägyptischen Legionen Vespasian zum Kaiser aus. Er begab sich nach Alexandria und blieb dort bis zum Frühsommer des Jahres 70, um die politische Entwicklung in Rom abzuwarten. Unterdessen führte sein Sohn Titus den Feldzug in Judäa fort.

#### Belagerung und Eroberung

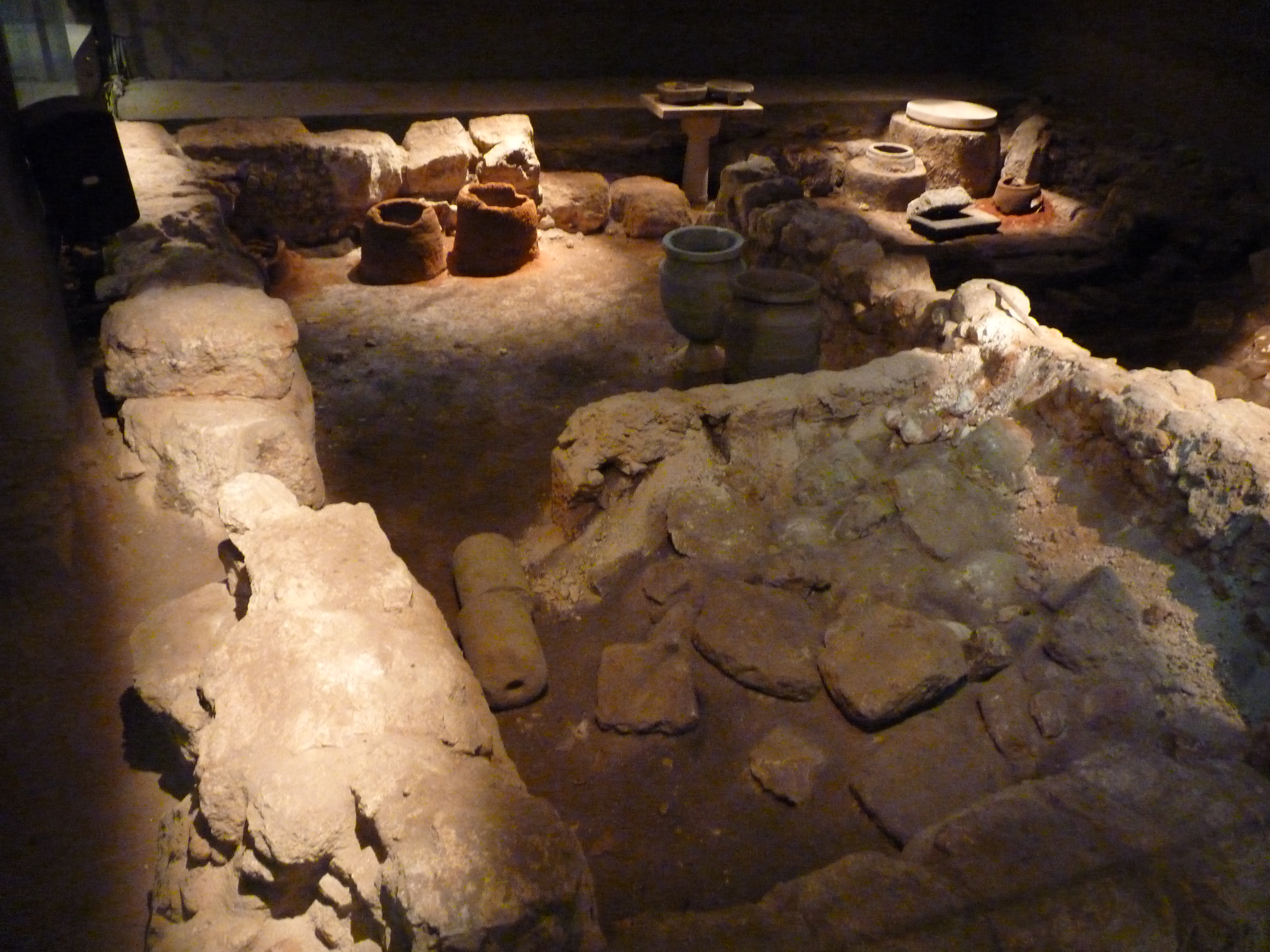
Reste eines Hauses in der Jerusalemer Oberstadt, das bei der römischen Eroberung ausbrannte (Haus der Familie Qathros)

Kurz bevor Titus mit der Belagerung von Jerusalem begann, war der Bürgerkrieg in der Stadt in eine neue Phase eingetreten. Schimon bar Giora kontrollierte weiterhin die Oberstadt sowie Teile der Unterstadt, Johannes von Gischala hatte sich auf dem Tempelgelände festgesetzt, aber dort hatte zusätzlich die Fraktion des Priesters El‘azar ben Simon den inneren Tempelvorhof unter ihre Kontrolle gebracht. Während des Pessachfestes ließ Johannes von Gischala den Priester El‘azar ermorden. Etwa gleichzeitig begann Titus mit der Belagerung der Stadt. Er hatte vier Legionen zur Verfügung: außer der Legio V Macedonica, der Legio X Fretensis und der Legio XV Apollinaris zusätzlich die Legio XII Fulminata. Während die Legionäre mit dem Bau von Belagerungswällen begannen, verabredeten die beiden Zelotenführer Johannes und Schimon, ihre Feindseligkeiten zurückzustellen und die Verteidigung Jerusalems gemeinsam zu planen.
Titus griff den schwächsten Punkt der Jerusalemer Stadtbefestigung an: die sogenannte Dritte Mauer im Westen der Stadt (nördlich vom heutigen Jaffator). Ende Mai fiel die dritte Mauer und kurz darauf die zweite Mauer. Die Zeloten verteidigten aber noch den Tempel mit der Unterstadt sowie die befestigte Oberstadt. Es gelang ihnen, die ersten Belagerungsrampen zu unterminieren. Titus reagierte darauf, indem er eine Ringmauer um die Stadt errichten ließ. Jerusalem sollte ausgehungert werden. Ende Juli fiel auch die Burg Antonia.

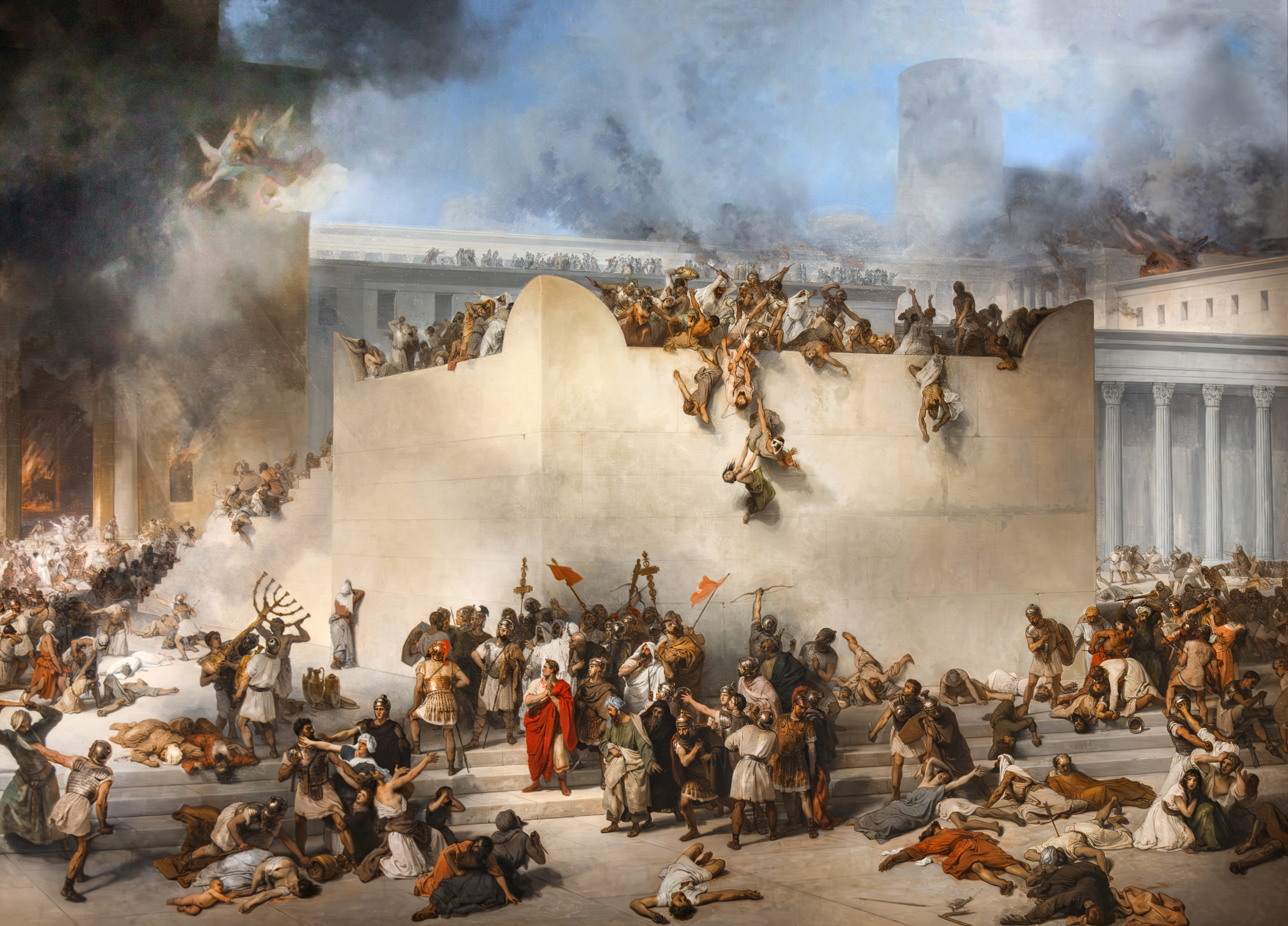
Die Zerstörung des Tempels von Jerusalem von Francesco Hayez (1791–1882), 1867. Galerie dell'Accademia, Venedig.

Am 6. August war man nicht mehr in der Lage, das tägliche Opfer im Tempel darzubringen, und Ende des Monats drangen die Legionen auf das Tempelgelände vor. Die Entscheidung über den Umgang mit dem Tempel war für die römische Militärführung keine Grundsatzfrage, sondern eine belagerungstechnische: der Tempel wurde als feindliche Festung eingestuft. Er ging in Flammen auf und wurde nach Beendigung der Kämpfe geschleift.
Noch hielt sich die befestigte Oberstadt, aber auch diese wurde Anfang September eingenommen. Die meisten Jerusalemer wurden ermordet, versklavt oder zur Arbeit im Bergwerk deportiert. Johannes von Gischala und Schimon bar Giora wurden ebenso wie einige ausgewählte Gefangene für den Triumphzug in Rom aufbewahrt.

### Siegesfeierlichkeiten

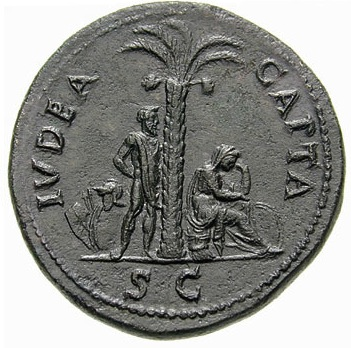
Im Jahr 71 geprägte Iudaea-capta-Münze Vespasians (Sesterz): links ein gefesselter Gefangener, dahinter erbeutete Waffen. In der Mitte eine Dattelpalme, darunter sitzend rechts die trauernde Judäa

Titus verbrachte den Winter 70/71 mit Gladiatorenspielen und der Bestrafung überlebender Gefangener. Im Juni 71 kehrte er als Imperator nach Rom zurück. Gemeinsam mit seinem Vater feierte er dort den aufwendigen Triumph über Judäa. Daran erinnert der Titusbogen auf dem Forum Romanum.
Eigentlich entsprach ein Triumphzug wegen des Sieges in Judäa nicht den römischen Gepflogenheiten. Kein auswärtiger Feind war besiegt, kein neues Territorium für das Reich gewonnen worden. Auch hielten die Zeloten noch letzte Festungen; der Krieg war nicht beendet. Aber für Vespasian als Usurpator war die Herrschaftslegitimation sehr wichtig. Der Triumphzug sollte seine kaiserliche Sieghaftigkeit zeigen.
Münzprägungen zur Erinnerung an den Sieg in Judäa erschienen in allen Metallen. Sie tragen Beischriften wie Iudaea capta oder Iudaea devicta. Das bekannteste Münzbild zeigt die gefangene Personifikation der Judäa unter einem Tropaion oder einer Palme. Iudaea-capta-Münzen wurden auch im Namen des Titus emittiert. Vespasian zu Ehren wurde mindestens ein, vielleicht mehrere Triumphbögen in Rom errichtet. Relativ sicher kann der Arco di Camigliano beim Iseum Campense als solcher identifiziert werden; Domitian renovierte ihn und integrierte ihn nach dem Stadtbrand des Jahres 80 in den Westeingang des Isisheiligtums. Außerdem ließ Vespasian das Templum Pacis mit Garten und Bibliothek als Siegesdenkmal erbauen. Hier wurden die beim Triumphzug mitgeführten Kultgeräte des Jerusalemer Tempels als Kriegsbeute deponiert. Schließlich finanzierte er aus der Kriegsbeute das Amphitheatrum Flavium (Kolosseum) und vervollständigte damit die Erinnerungslandschaft im Zentrum Roms. Als Titus die Nachfolge seines Vaters angetreten hatte, wurde der Sieg in Judäa noch einmal propagandistisch herausgestrichen, unter anderem durch das Geschichtswerk des Josephus. Einerseits konnte sich Titus als Eroberer Jerusalems feiern lassen, andererseits hatte er, davon abgesehen, auch keine weiteren militärischen Erfolge. Der Senat bewilligte Titus im Jahr 71 einen Triumphbogen, der im Circus Maximus errichtet wurde und nicht mehr erhalten ist. Als Domitian Kaiser wurde, konnte er auf keine eigenen militärischen Leistungen verweisen und kompensierte dieses Manko, indem er den Sieg seines Vaters und seines Bruders in Judäa verherrlichen ließ. Der Bau des Titusbogens steht nach Mehrheitsmeinung der Forscher im Zusammenhang mit der Divinisierung des Titus.

### Fall von Masada

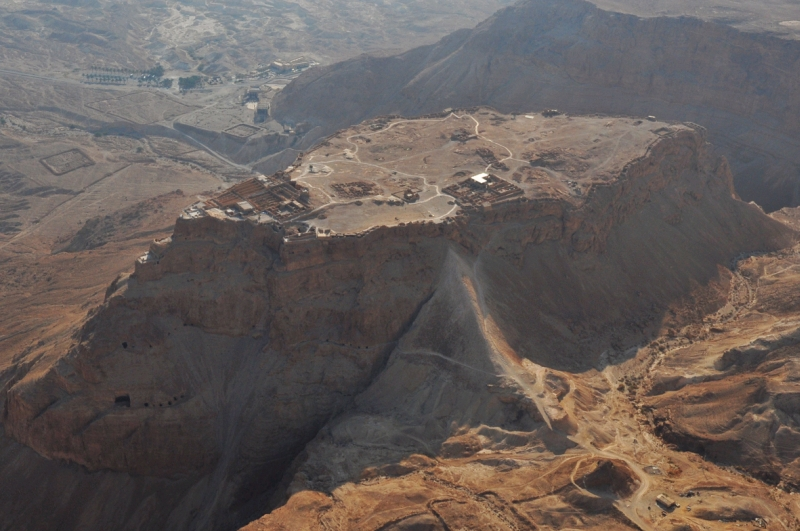
Festung Masada mit römischer Belagerungsrampe

Die Kämpfe zogen sich noch weiter hin. Die letzten Festungen wurden vom Legaten Sextus Lucilius Bassus mit der Legio X Fretensis erobert: Im Jahr 71 das Herodium südlich von Jerusalem und das östlich des Jordan gelegene Machaerus. Danach erkrankte der Legat und wurde durch Lucius Flavius Silva Nonius Bassus ersetzt. Dieser belagerte ab dem Herbst 72 (bzw. 73) die Bergfestung Masada, die auf einem unzugänglichen Felsplateau über dem Toten Meer lag. Sie wurde von den radikalen Zeloten unter Eleasar ben Ja’ir verteidigt, der Fraktion des Menachem, die bei Kriegsbeginn aus Jerusalem verdrängt worden war.
Masada konnte erst im April des Jahres 73 oder 74 eingenommen werden. (Traditionell wurde das Ereignis in das Jahr 73 datiert; Werner Eck hat aber das Jahr 74 wahrscheinlich machen können, da Flavius Silva erst 73 Statthalter geworden sei.) Atkinson berechnet, dass ungefähr 8000 römische Soldaten an der Belagerung teilnahmen. Etwa 2000 Sklaven und 3000 Fronarbeiter mussten das Militär bei dieser Aktion unterstützen. Die Legionäre waren in acht Lagern untergebracht, die Sklaven und Fronarbeiter in Barackensiedlungen. Spuren dieser Unterkünfte sind im Gelände sichtbar. Man erkennt innerhalb der Lager steinerne triclinia, die zur Befestigung eines Zeltes für acht Personen (contubernium) dienten. Der römische Belagerungswall, der etwa 4500 m lang, 1,65 m breit und 3 m hoch war, war relativ funktionslos, da die Belagerten auf ihrem Felsplateau ohnehin in der Falle saßen. Man sieht darin eher eine Beschäftigungsmaßnahme für die Truppe. Unter dem Schutz der römischen Artillerie (zahlreiche Ballistageschosse wurden aufgefunden) schritt der Bau der Belagerungsrampe zügig voran, wobei man wohl auch einen vorhandenen Felssporn nutzte. Da sie keine eigene Artillerie besaßen, gibt es aus archäologischer Sicht nichts, was die Verteidiger von Masada gegen die römische Belagerungstechnik ausrichten konnten. Den Befunden zufolge waren es ganze Familien, die hier Zuflucht gesucht hatten. Einige Stunden vor der Erstürmung der Festung entzogen sich die Verteidiger, angeblich über 900 Personen, durch gemeinsamen Suizid der Gefangennahme. So berichtet es Josephus. Eine archäologische Bestätigung dafür gibt es nicht, da Yigael Yadins Team nur die Skelette von 28 Individuen in Masada fand.

## Folgen
Judäa wurde eine selbständige römische Provinz. Der Statthalter residierte in Caesarea Maritima. Eine Legion, die Legio X Fretensis, bezog ihr Hauptquartier auf dem Gelände der im Krieg zerstörten Stadt Jerusalem. Die Soldaten der sechs Auxiliareinheiten stammten nicht aus der Region, sie waren im Westen des Reichs rekrutiert worden: zwei Reiterverbände (Veterana Gaetulorum, Ala I Thraca Mauretana) und vier Kohorten zu Fuß (I Augusta Lusitanorum, I und II Thracum, II Cantabrorum). Ein großer Teil des Grund und Bodens in Judäa fiel an den Kaiser, der ihn verkaufte oder verpachtete. Aus den jüdischen Bauern wurden Pächter (coloni).
Während des Krieges starb nach modernen Schätzungen bis zu einem Drittel der Bevölkerung Judäas. Die Angabe von Flavius Josephus, ca. 1,1 Millionen jüdische Kriegstote, hält Peter Schäfer allerdings für „gewaltig übertrieben.“ Weitere 97.000 Menschen wurden im Verlauf des Krieges zu Gefangenen. Schwartz hält diese Angabe des Josephus für realistisch: wahrscheinlich habe die römische Armee Buch geführt über die Zahl der Menschen, die sie an Sklavenhändler verkaufte, zur Flotte oder in die Silberminen schickte. Wegen des Überangebots auf den Sklavenmärkten brachen die Preise ein. Zahlreiche Juden verließen ihre Heimat und vergrößerten die Zahl der in der Diaspora Lebenden. Die Diaspora erstreckte sich bald rund ums Mittelmeer. Viele emigrierten jedoch in das mit Rom verfeindete Persische Reich, wo für die Juden günstigere Bedingungen als im Römischen Reich herrschten.
In Samaria wurde anstelle des zerstörten Sichem eine neue Stadt, Flavia Neapolis, gegründet. Caesarea maritima wurde als Colonia prima Flavia Augusta Caesariensis zur römischen Bürgerkolonie erhoben. Dagegen gab es im Kernland von Judäa nach der Zerstörung Jerusalems kein städtisches Zentrum mehr. Durch den massenhaften Verkauf der Kriegsbeute fiel der Goldpreis in der römischen Provinz Syrien um die Hälfte.
Mit dem Tempel verlor das Judentum sein kulturelles und religiöses Zentrum. Das Amt des Hohepriesters wurde nicht mehr neu besetzt und die Religionspartei der Sadduzäer, getragen vom Priesteradel, verschwand. Circa ein Drittel der Gebote der Tora stehen in Verbindung mit der Existenz des Tempels und können seitdem nicht mehr praktiziert werden. Die Tempelsteuer musste als Fiscus Judaicus an den Jupitertempel in Rom entrichtet werden. Überlebende Sikarier versuchten, so Klaus Bringmann, den Kampf gegen Rom in der jüdischen Diaspora der Provinz Ägypten weiterzuführen. Vespasian ließ daraufhin den jüdischen Tempel in Leontopolis und damit die letzte jüdische Opferstätte schließen. Die neue Religionspartei der Rabbinen konstituierte sich nach ihrer eigenen Gründungslegende in Jawne/Jamnia. Zentrale Gestalt ist Jochanan ben Zakkai. Die von ihm überlieferten Lehrentscheidungen zeigen das Motiv, die Gebote der Tora so umzuformulieren, dass sie auch ohne Tempel praktizierbar waren. Der Einfluss der Rabbinen auf die jüdische Bevölkerung insgesamt war zu dieser Zeit eher begrenzt.
Es folgten noch zwei weitere jüdisch-römische Aufstände, der Diasporaaufstand von 116 und der Bar-Kochba-Aufstand von 132 bis 135. Nach den Aufständen gab es in der römischen Provinz Judäa kein zusammenhängendes jüdisches Siedlungsgebiet mehr. Dadurch wurde die Diaspora-Situation des Judentums verfestigt.

## Archäologie
Die sogenannte Klagemauer in Jerusalem ist ein Rest der westlichen Umfassungsmauer der herodianischen Tempelplattform.
Israelische Archäologen haben bei einer Ausgrabung der Israel Antiquities Authority (IAA) im westlichen Sektor von Kerem al-Ras bei Kfar Kana in Untergaliläa ein System von Katakomben entdeckt, das darauf schließen lässt, dass der Aufstand nicht spontan, sondern geplant und vorbereitet erfolgte. Yardenna Alexandre von der IAA gab die Existenz der nördlich von Nazareth gelegenen Tunnel und Gewölbe bekannt, die sich direkt unter den Wohngebäuden befanden und von außen nicht sichtbar waren. Sie gelten als 2000 Jahre alt und boten im Notfall Schutz für größere Gruppen. In einer der Höhlen fanden die Archäologen elf große Vorratsgefäße.

## Gedenktage
An die Zerstörung Jerusalems in den Jahren 586 v. Chr. und 70 n. Chr. wird durch folgende Gedenktage erinnert:
- im Judentum: Am 9. Aw, dem Tischa beAv
- im Christentum (evangelisch): Am 10. Sonntag nach Trinitatis (Israelsonntag) und am 10. August (Gedenktag der Zerstörung Jerusalems)

## Filme
- Vertreibung aus dem Heiligen Land: Der römisch-jüdische Krieg. 52-minütige Fernsehdokumentation von Alan Rosenthal (ZDF, Israel 2019)